# Tricholoma ustale
Tricholoma ustale (Elias Magnus Fries, 1818 ex Paul Kummer, 1871) din încrengătura Basidiomycota, în familia Tricholomataceae și de genul Tricholoma, este o specie de ciuperci slab otrăvitoare care coabitează, fiind un simbiont micoriza, formând prin urmare micorize pe rădăcinile arborilor. O denumire populară nu este cunoscută. Acest burete destul de comun se dezvoltă în România, Basarabia și Bucovina de Nord în grupuri mai mari sau mici, adesea dense, în păduri umede și răcoroase de foioase și mixte aproape numai sub fagi, dar ocazional și în cele de conifere pe lângă pini. Apare și la câmpie, dar în primul rând de la deal la munte, preferat pe sol calcaros, din (august) septembrie până în noiembrie (decembrie).

## Taxonomie

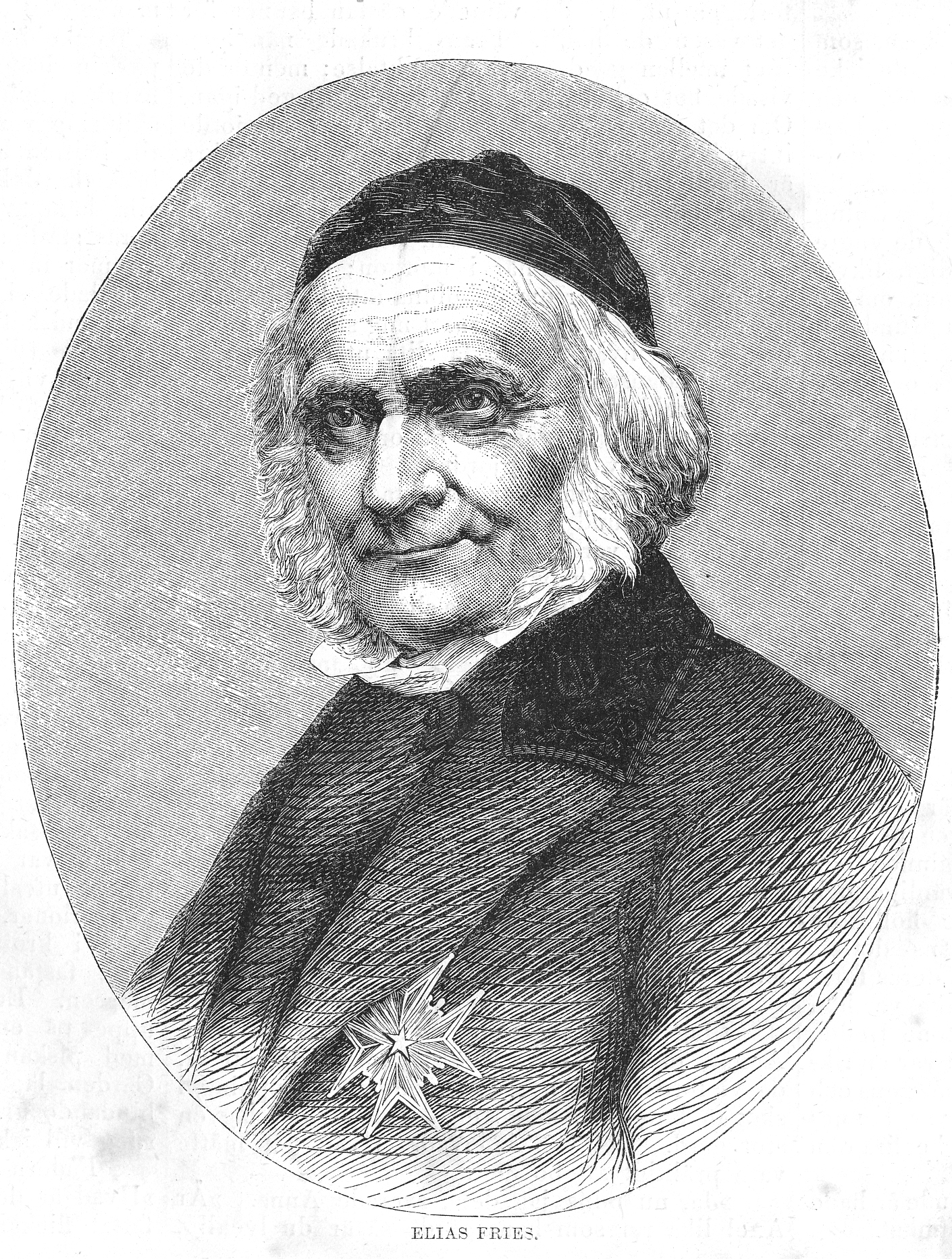
Elias Fries

Numele binomial a fost determinat de marele savant suedez Elias Magnus Fries drept Agaricus ustalis în volumul 2 al operei sale Observationes mycologicae din 1818.
Micologul german Paul Kummer a transferat specia corect la genul Tricholoma sub schimbul epitetului în ustale, de verificat în marea sa lucrare Der Führer in die Pilzkunde etc. din 1871. Acest taxon este valabil până în prezent (2020). 
Celelalte încercări de redenumire sunt acceptate sinonime, dar nu sunt folosite și pot fi neglijate. 
Numele generic este derivat din cuvintele de limba greacă veche (greacă veche τριχο=păr) și (greacă veche λῶμα=margine, tiv de ex. unei rochii), iar epitetul din cel latin (latină ustulare= a aprinde (a da foc), a arde, datorită faptului că se decolorează negru după atingere.

## Descriere

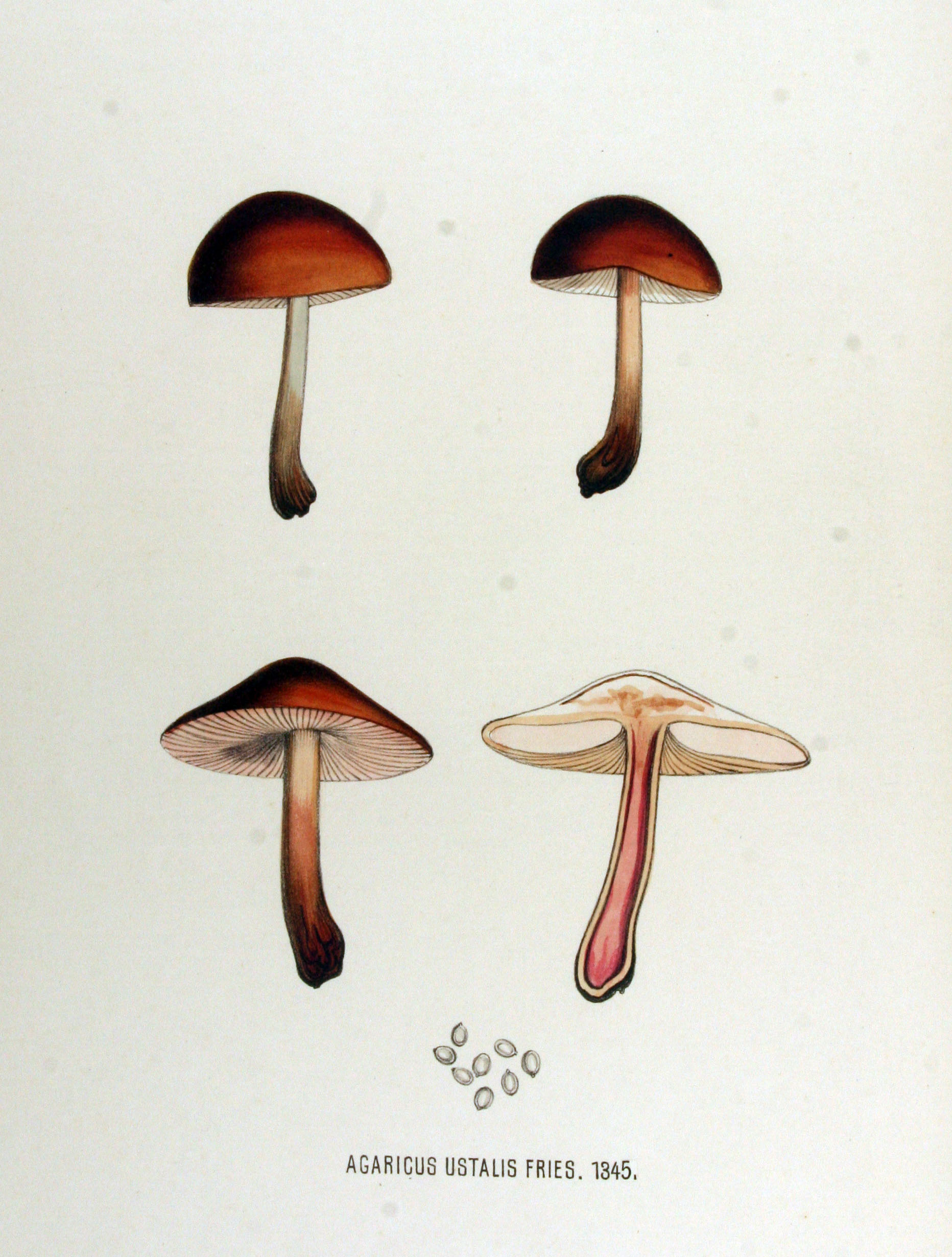
Fr.: Agaricus ustalis

- Pălăria: are un diametru de 4-10 (15) cm, este cărnoasă, inițial semisferică cu marginea netedă răsfrântă în jos, apoi convexă, iar la bătrânețe convex întinsă și ondulată, deseori cu o cocoloașă foarte largă și turtită. Cuticula este netedă, nu rar cu fibrile incarnate radial, lucioasă, umedă, lipicioasă și unsuroasă, la umezeală slinoasă sau chiar vâscoasă. Se poate îndepărta de pălărie. Coloritul variabil poate fi gri-portocaliu până brun-portocaliu, de asemenea castaniu, fiind la margine mai deschis. Cu avansarea în vârstă devine din ce în ce mai închis, centrul aproape brun-negricios.
- Lamelele: sunt destul de subțiri, îndesate, cu multe lameluțe intercalate, inițial arcuite, apoi aderate bombat la picior (numit: șanț de castel). Muchiile sunt pentru mult timp netede, devenind la bătrânețe ușor dințate. Coloritul, la început crem-albicios până palid ocru, schimbă cu avansarea în vârstă spre maroniu deschis sau brun-roșiatic, deseori cu pete ruginii.
- Piciorul: are o înălțime de 5-9 cm și o lățime de 1,5-2,5 cm, este solid, fibros, cilindric, ceva conic spre bază, inițial plin, apoi gol pe dinăuntru și fără o zonă inelară clar vizibilă. Coaja pare netedă, este însă tapițată cu un desen ațos brun închis spre bază, fiind uneori pătată negricios. Coloritul suprafeței este spre pălărie albicios, devenind spre jos din ce în ce mai brun deschis până maroniu, dungile fiind mereu mai închise.
- Carnea: este albă, ce se decolorează în urma unei tăieri maroniu, la bază colorată mai închis, fibroasă, fermă, având un miros în stadiu tânăr neremarcabil, apoi slab făinos precum un gust ușor făinos-pământos care tinde între blând și slab amar. Amărăciunea crește cu avansarea în vârstă a buretelui.
- Specificitate: pălăria, lamelele și piciorul se decolorează la atingere brun-negricios până negru.[3][4]
- Caracteristici microscopice: prezintă spori slab elipsoidali până sub-globuloși, gutulați, netezi hialini (translucizi), neamilozi (nu se decolorează cu reactivi de iod) și o picătură uleioasă mare în centru, având o mărime de 5,5 (6)-7,5 x 4,5-5 (6) microni. Pulberea lor este albicios-gălbuie până crem deschis. Basidiile clavate cu 4 sterigme fiecare, măsoară 27-45 x 6-9 microni. Cistidele (elemente sterile situate în stratul himenal sau printre celulele din pielița pălăriei și a piciorului, probabil cu rol de excreție) lipsesc. Cuticula cu o grosime de până la 240μm constă din hife cilindrice de 2,5-5μm lățime. Sub-cuticula, aproape nediferențiată de trama, este alcătuită din elemente umflat clavate de 18-60 x 2,5-7 microni. Pigmenții sunt membranoși și incrustați în sub-cuticulă. Coaja cu hife de 2-5μm lățime, se găsesc în grupuri împrăștiate, deseori septate și brun închise cu elemente aproape cilindrice de 12-50 x 2,5-6 microni și pereți brun incrustați. Fibule lipsesc.[10]
- Reacții chimice: nu sunt cunoscute.[11]

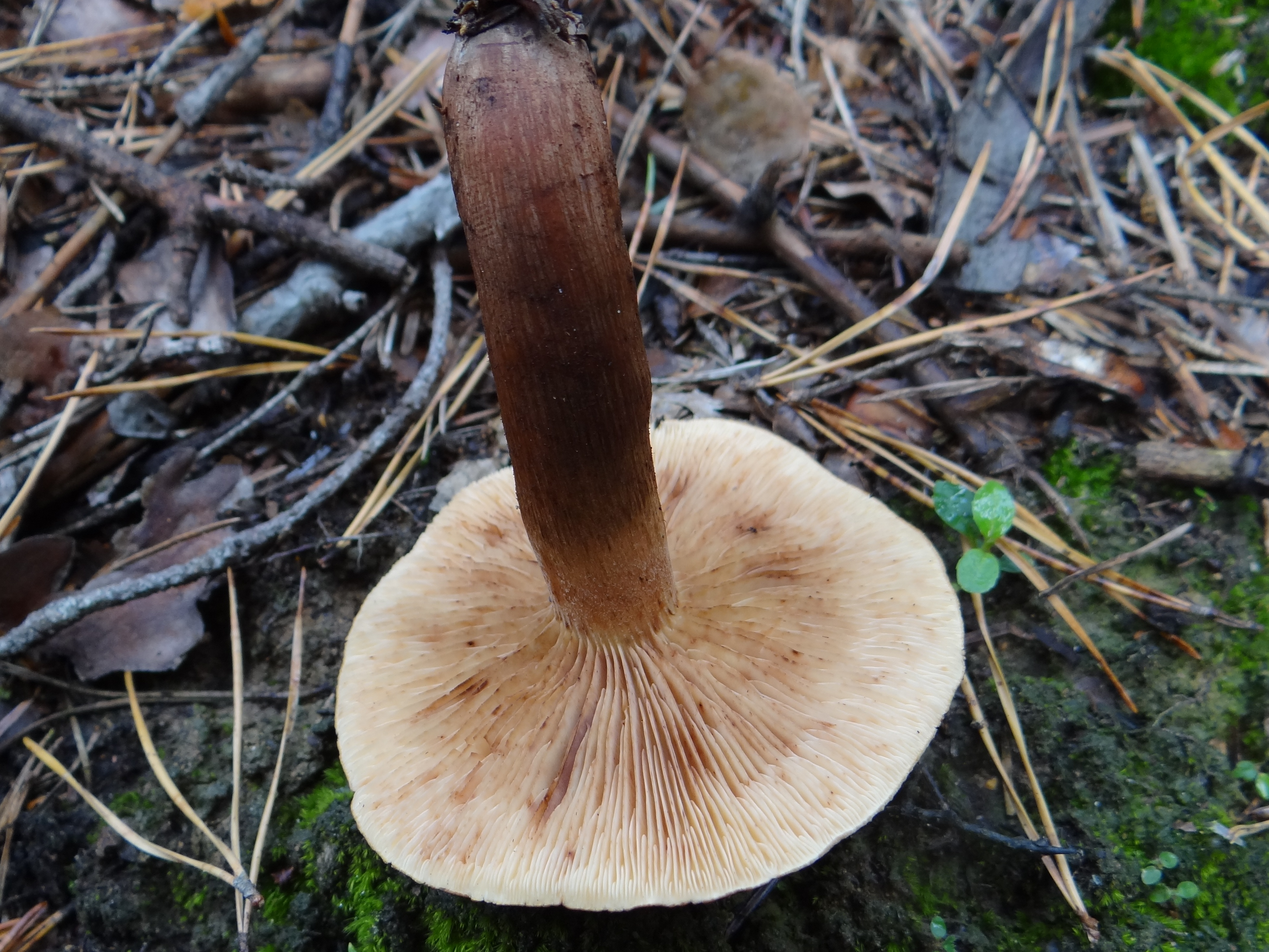
T. ustale, lamele și picior
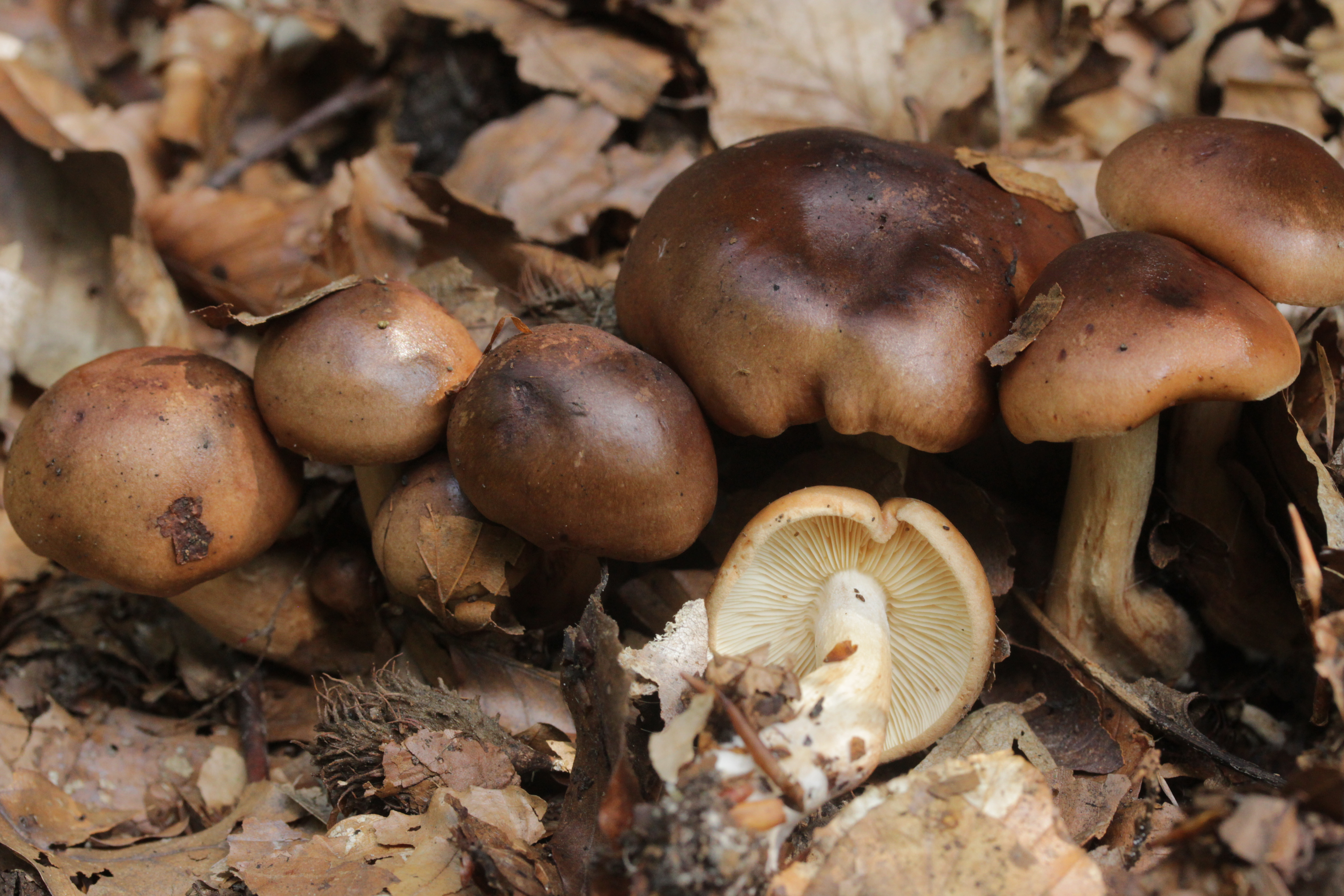
T. ustale tinere
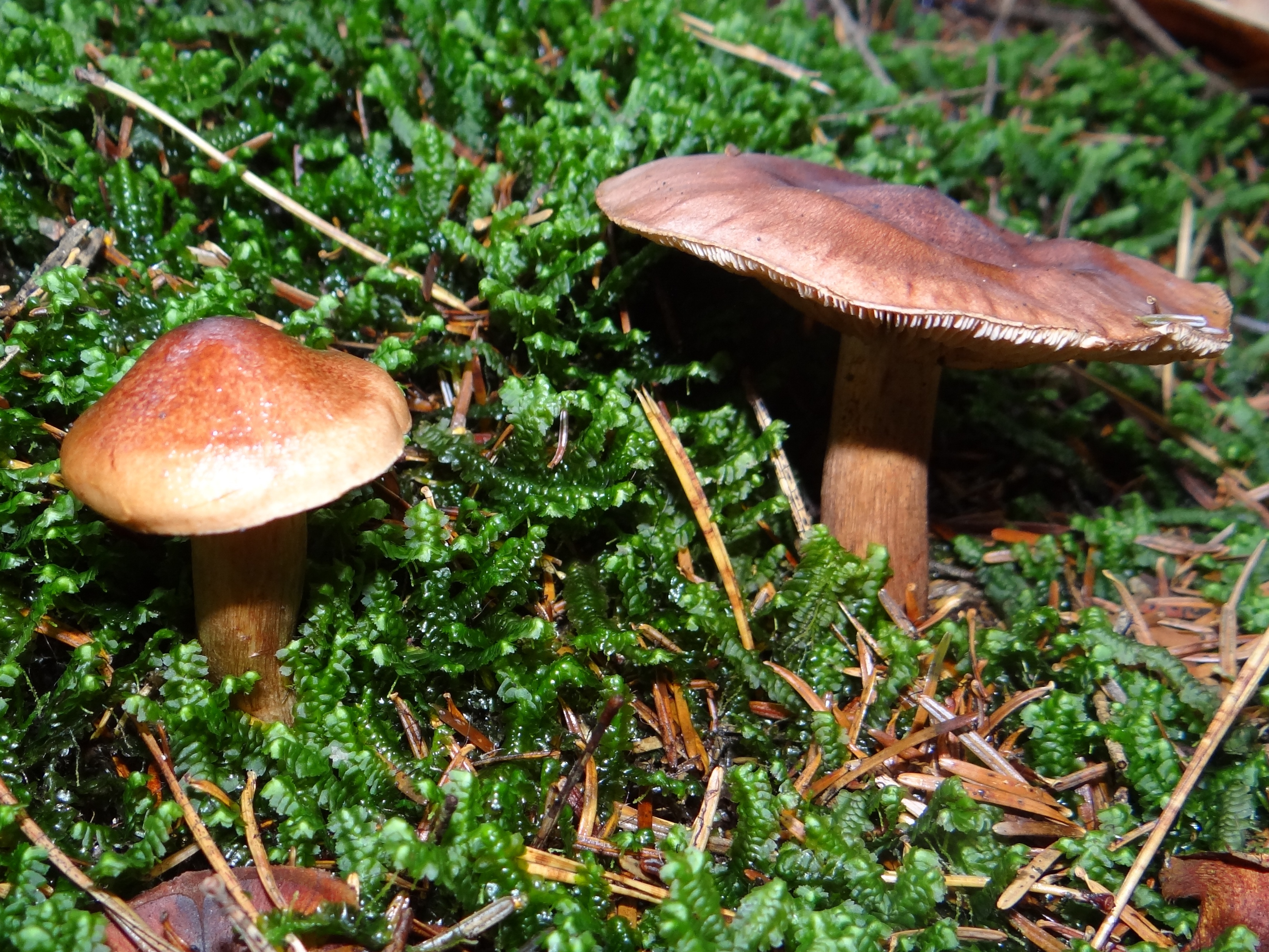
T. ustale mature

## Confuzii
Specia poate fi confundată cu alte specii ale genului cu cuticulă posibil brună ca de exemplu: Tricholoma acerbum (necomestibil), Tricholoma albobrunneum sin. Tricholoma striatum (otrăvitor), Tricholoma aurantium (necomestibil), Tricholoma batschii (otrăvitor, foarte amar), Tricholoma focale (otrăvitor), Tricholoma fucatum (comestibil, dar de valoare scăzută, carne slab gălbuie, miros de făină și gust identic, neamar, trăiește în păduri de conifere), Tricholoma fulvum (necomestibil, carne galbenă, fără miros), Tricholoma imbricatum (comestibil, trăiește în păduri de conifere sub pini), Tricholoma pessundatum (otrăvitor), Tricholoma populinum (comestibil), Tricholoma portentosum (comestibil), Tricholoma stans (necomestibil, destul de amar), Tricholoma ustaloides (otrăvitor, carne albă care se decolorează după tăiere roșiatic până maroniu, miros de făină, gust asemănător dar ceva lutos-amărui, trăiește în simbioză cu fagi și câteva rășinoase) și Tricholoma vaccinum, sau chiar cu Tricholoma saponaceum (necomestibil), Tricholoma sejunctum (necomestibil, trăiește numai în simbioză cu arbori foioși, nu se dezvoltă pe sol nisipos, ci pe cel calcaros și argilos, miros fructuos de castraveți, nu făinos, gust amar),, Tricholoma stans (necomestibil), Tricholoma ustaloides (necomestibil, se dezvoltă în păduri de conifere pe lângă pini pe sol nisipos, cuticulă destul de vâscoasă, cu zonă inelară, miros făinos, gust destul de amar) sau Tricholoma vaccinum (necomestibil), dar chiar și cu letalul Paxillus involutus.

## Specii asemănătoare în imagini

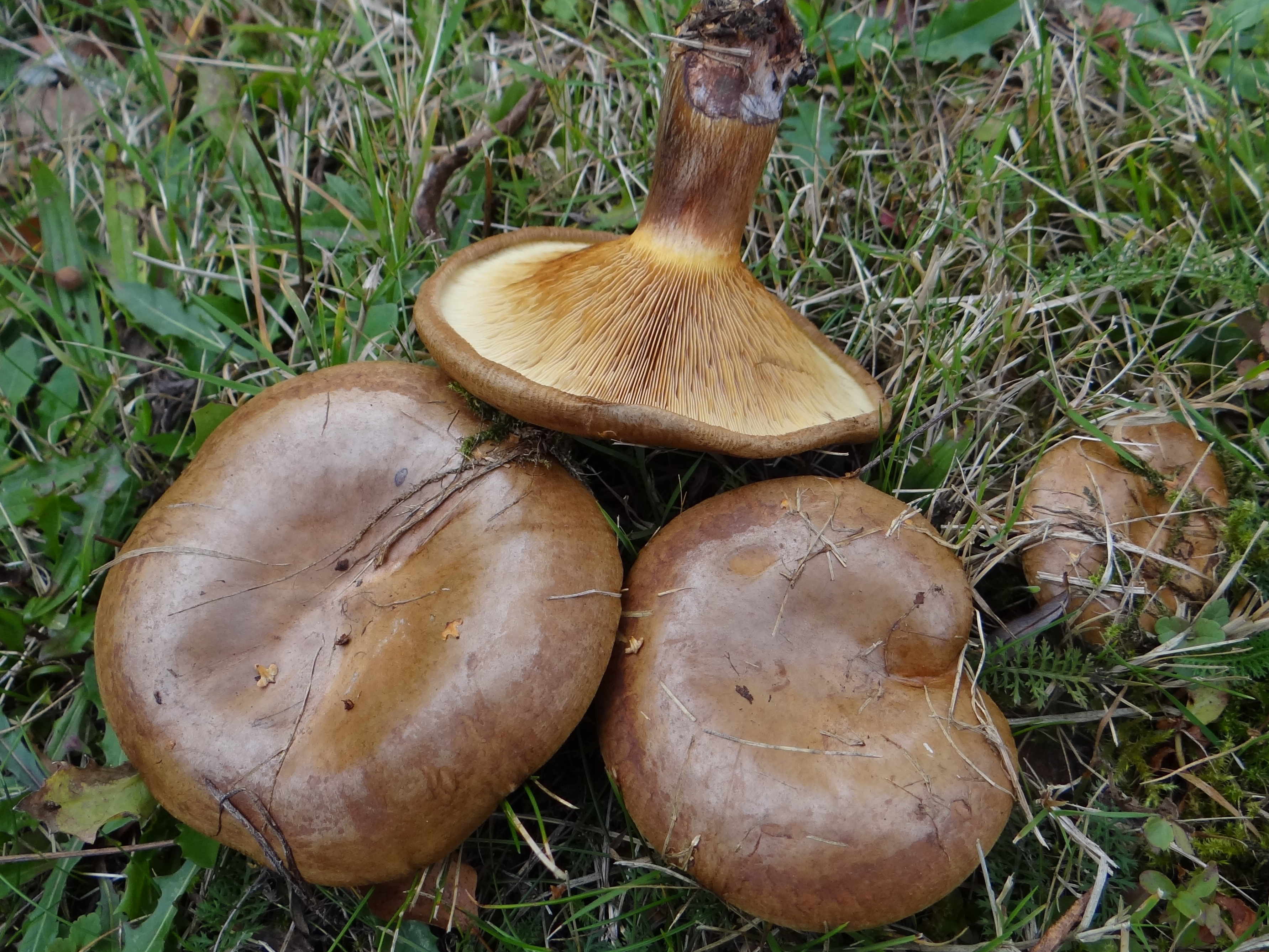
!!!Paxillus-involutus!!!
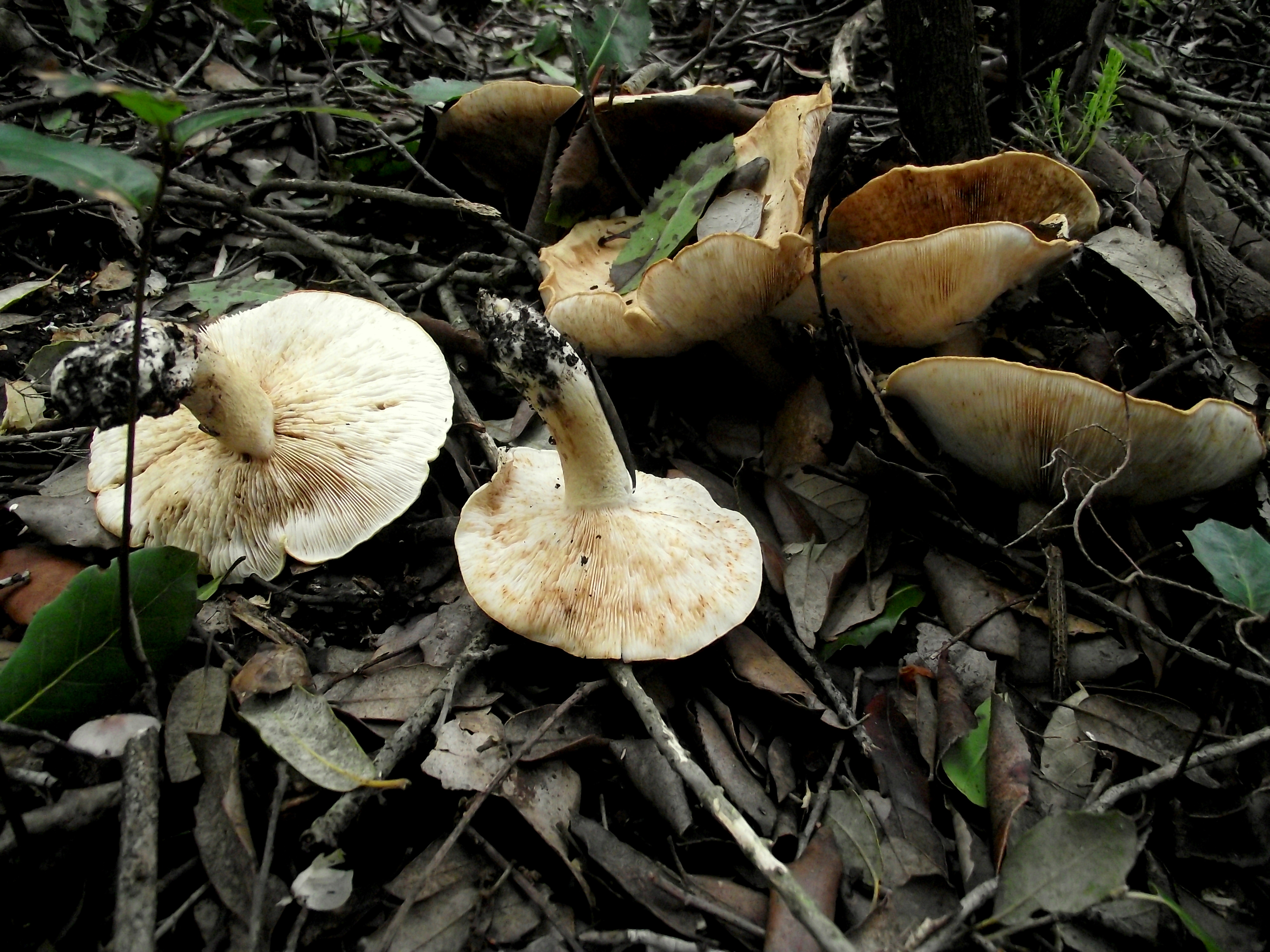
!Tricholoma acerbum!
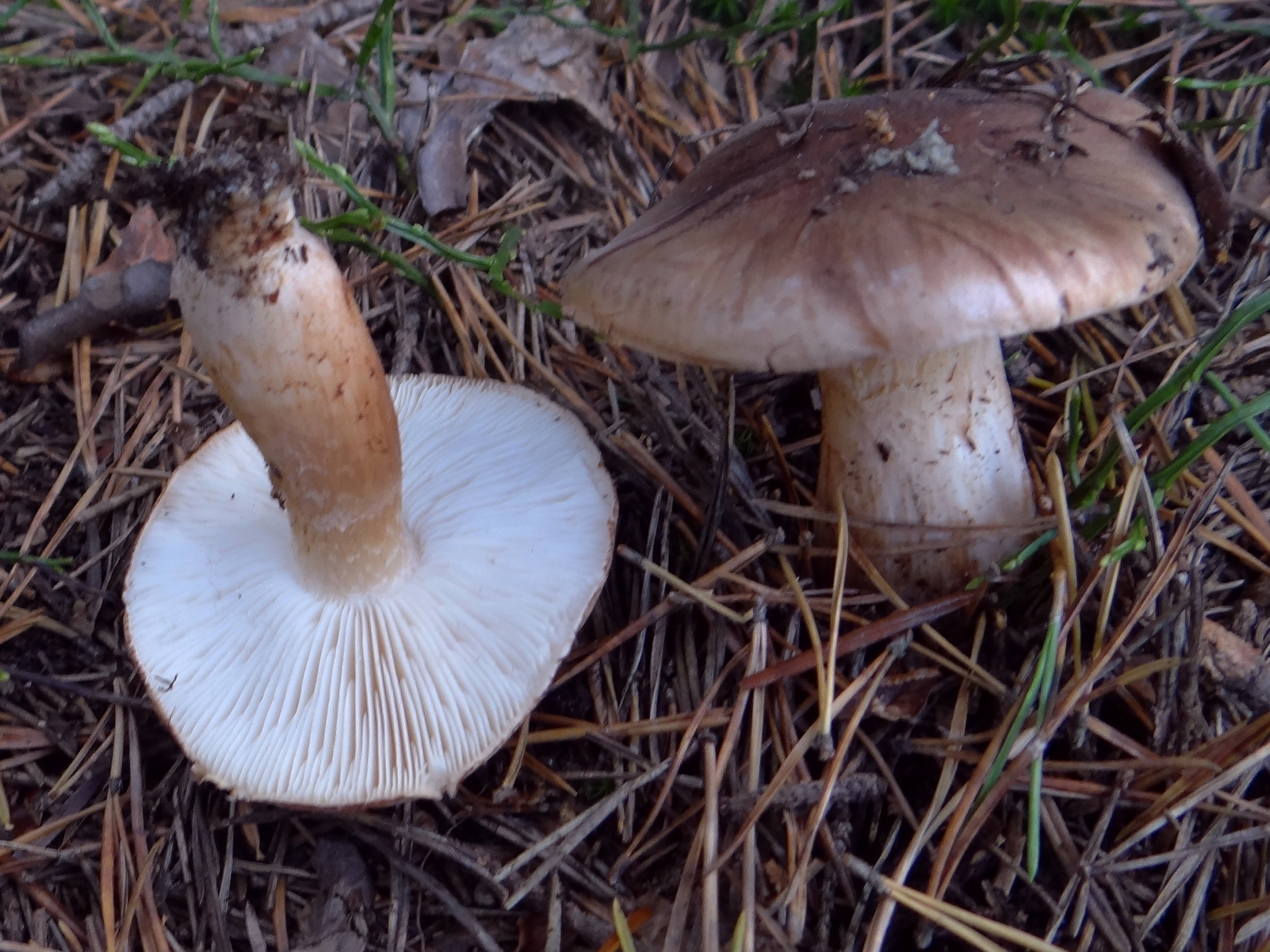
!!Tricholoma albobrunneum sin. Tricholoma striatum!!
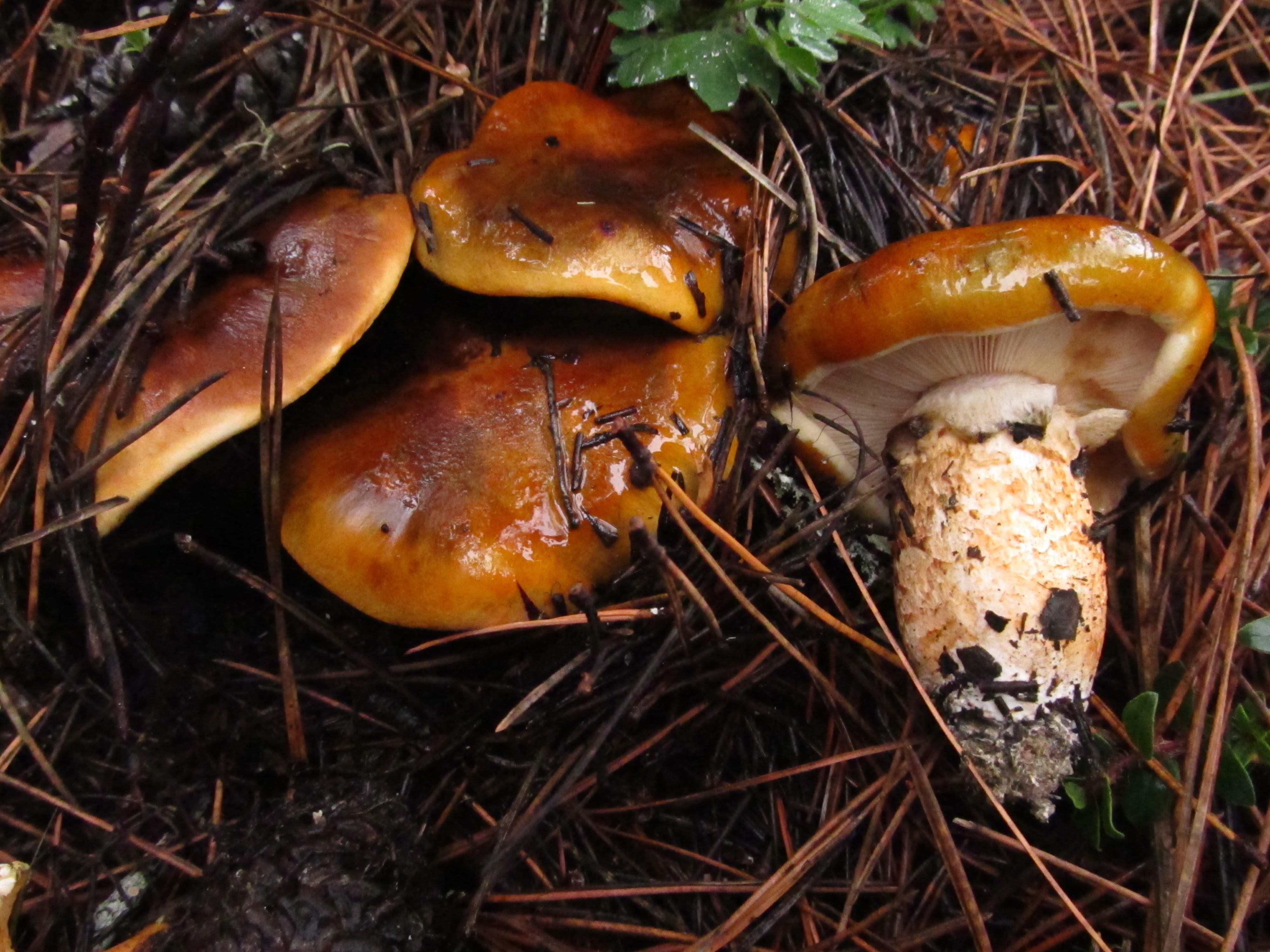
!!Tricholoma focale!!
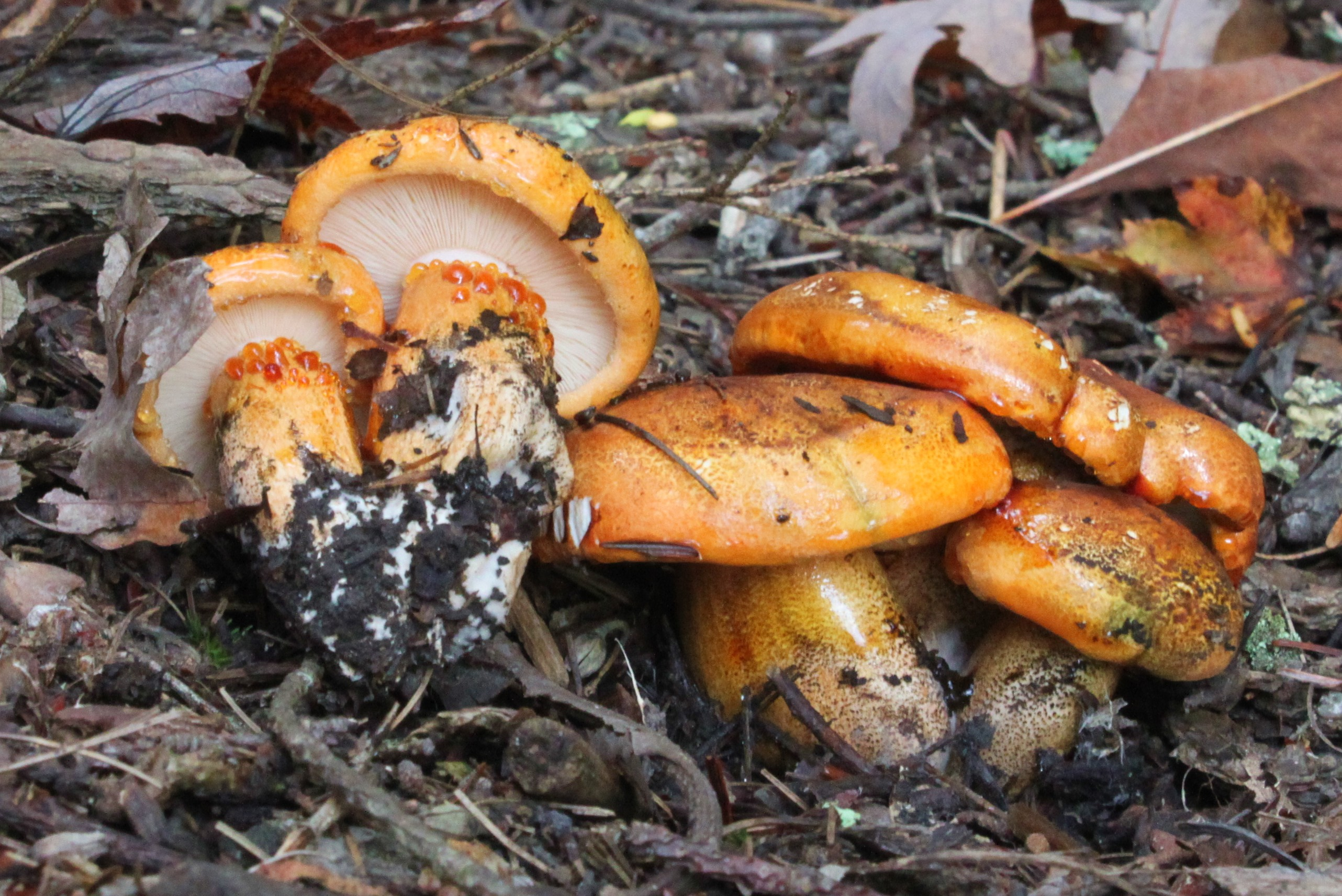
!Tricholoma aurantium!
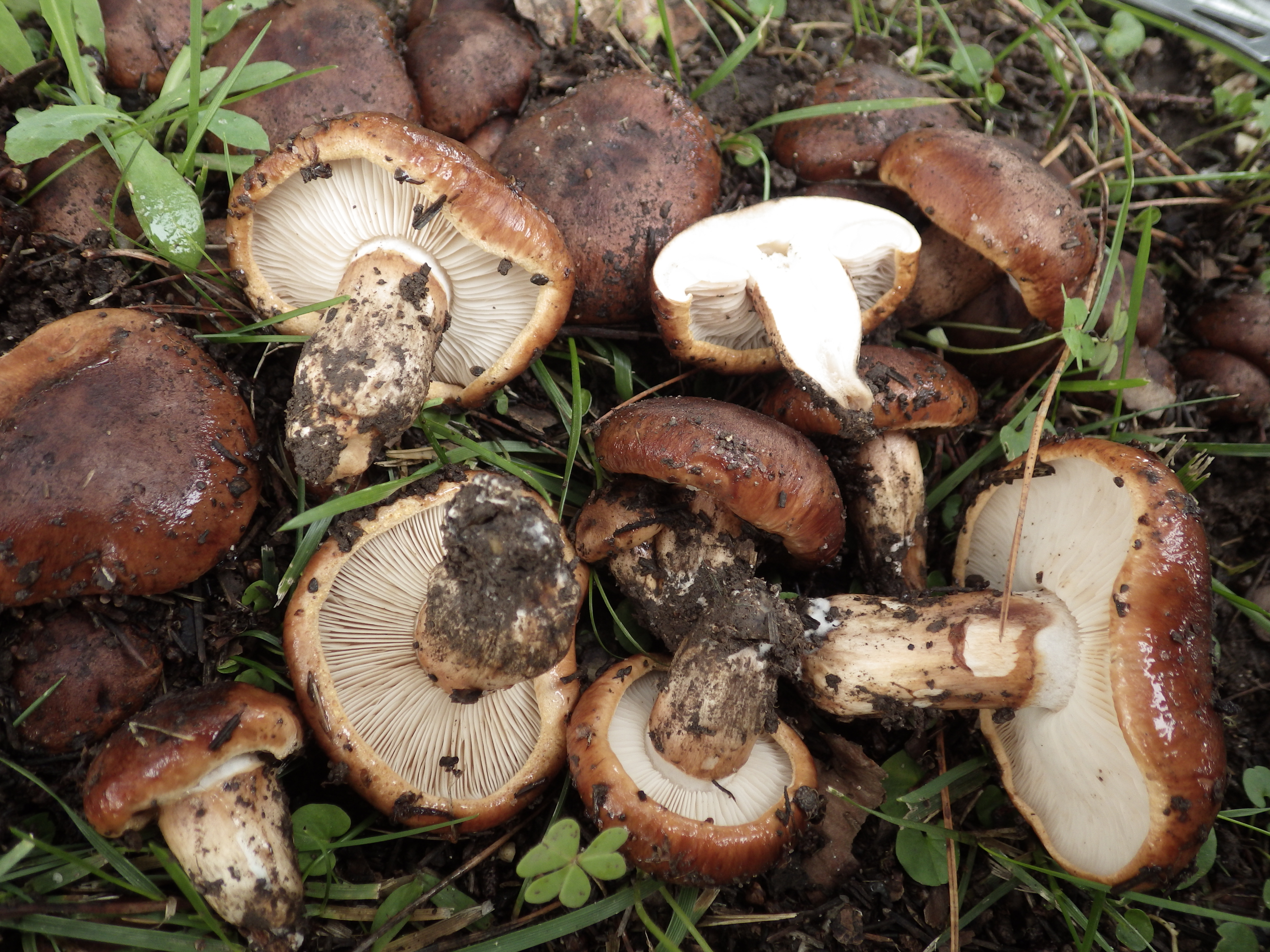
!!Tricholoma batschii!!
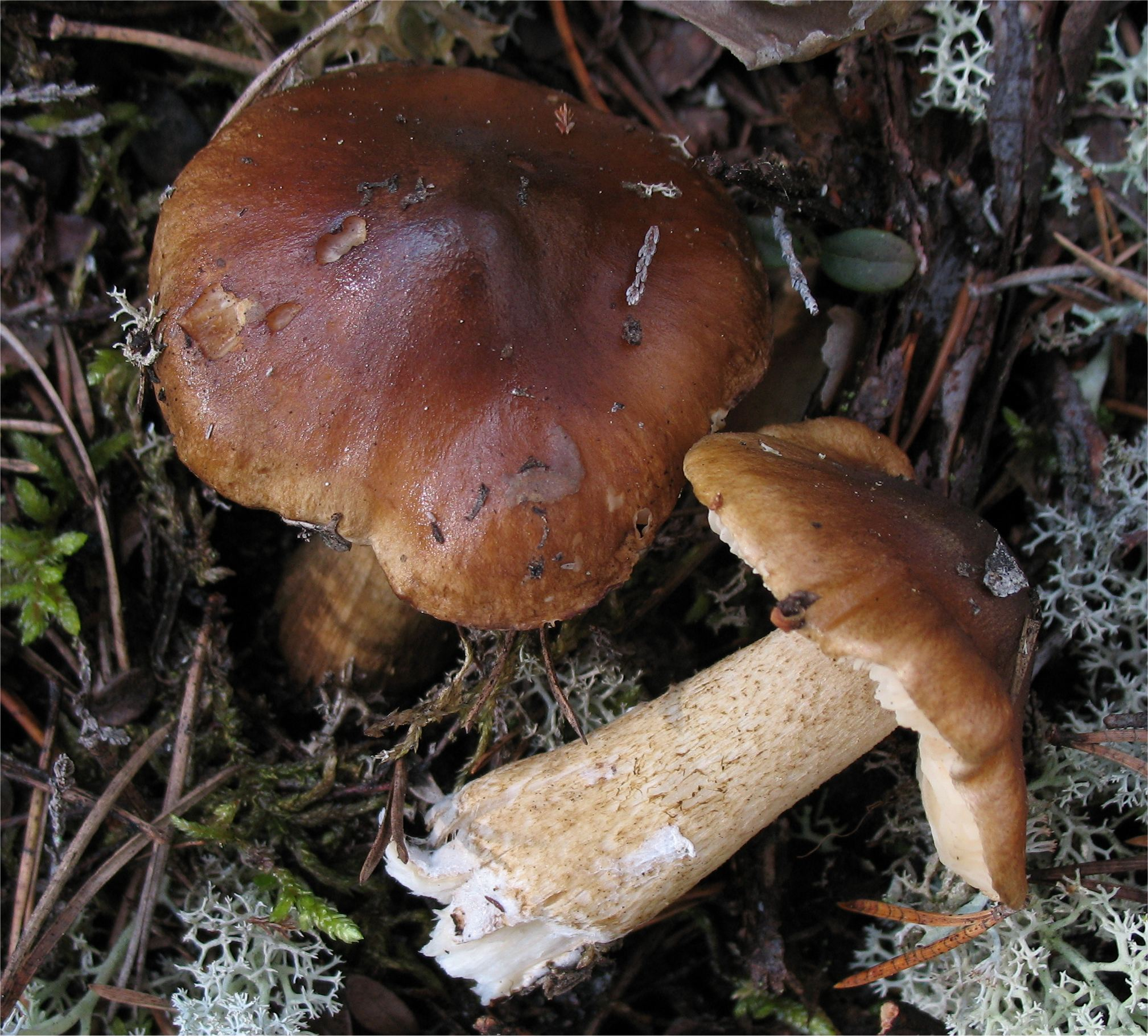
Tricholoma fucatum
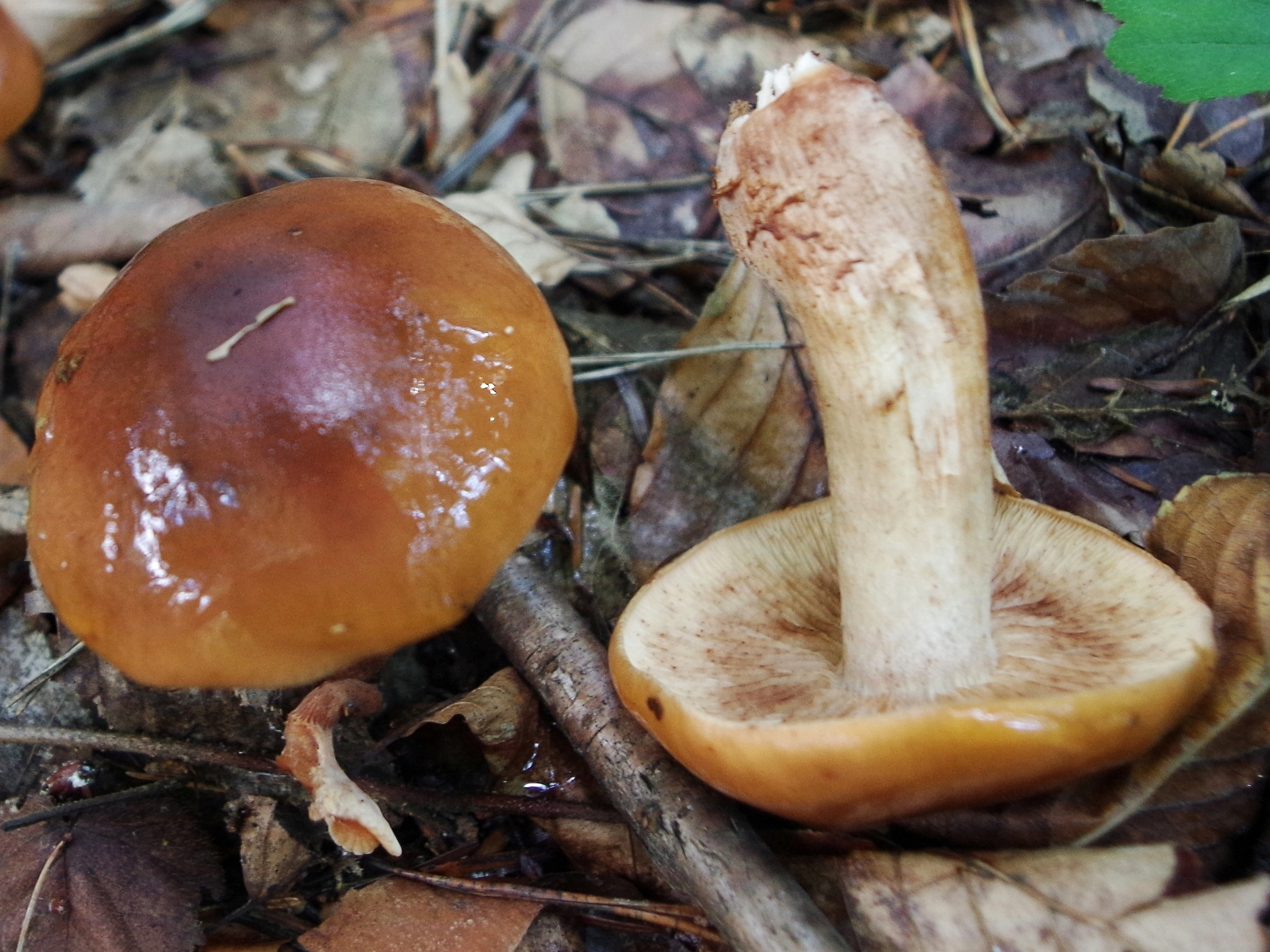
!Tricholoma fulvum!
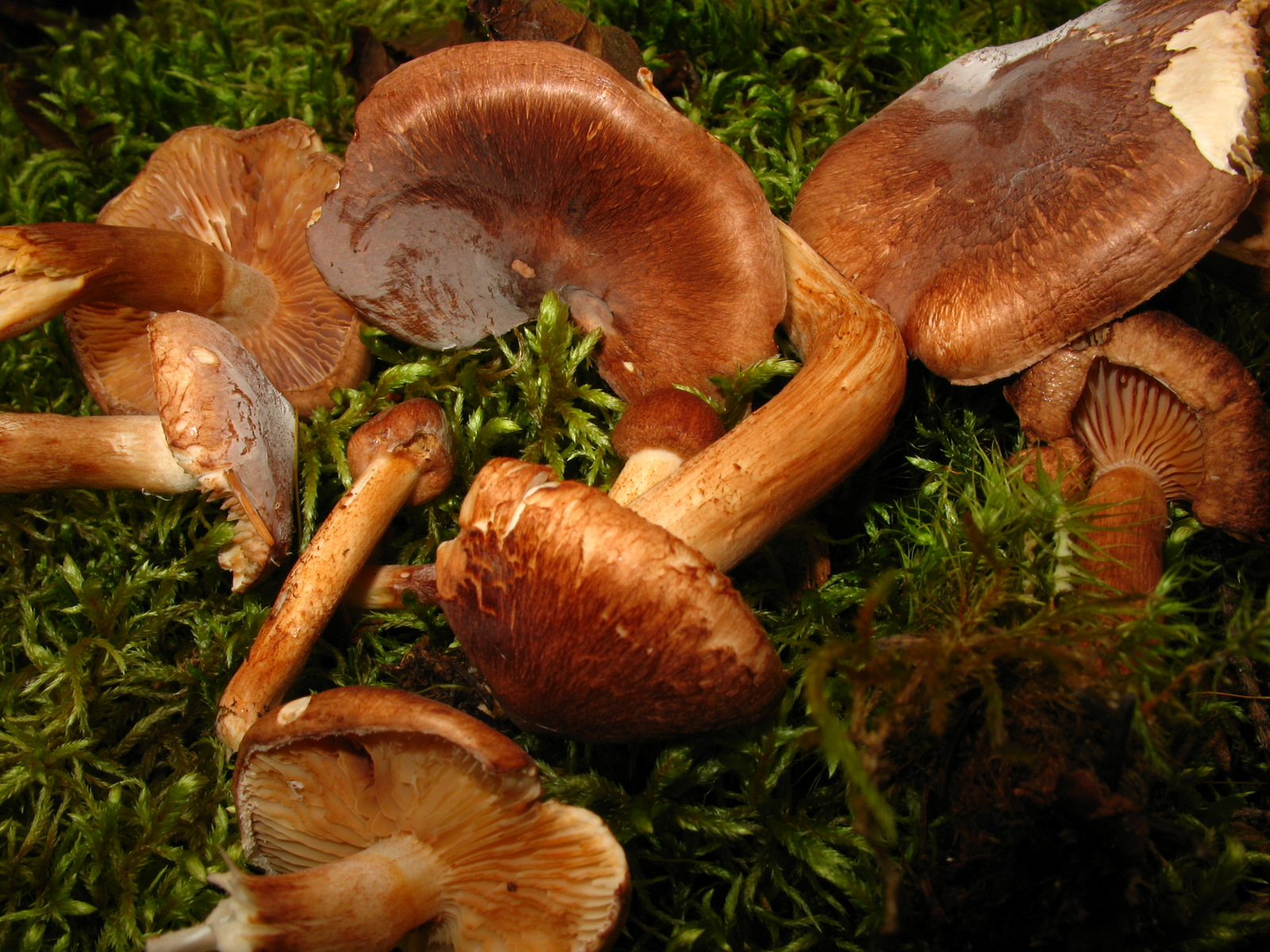
Tricholoma imbricatum

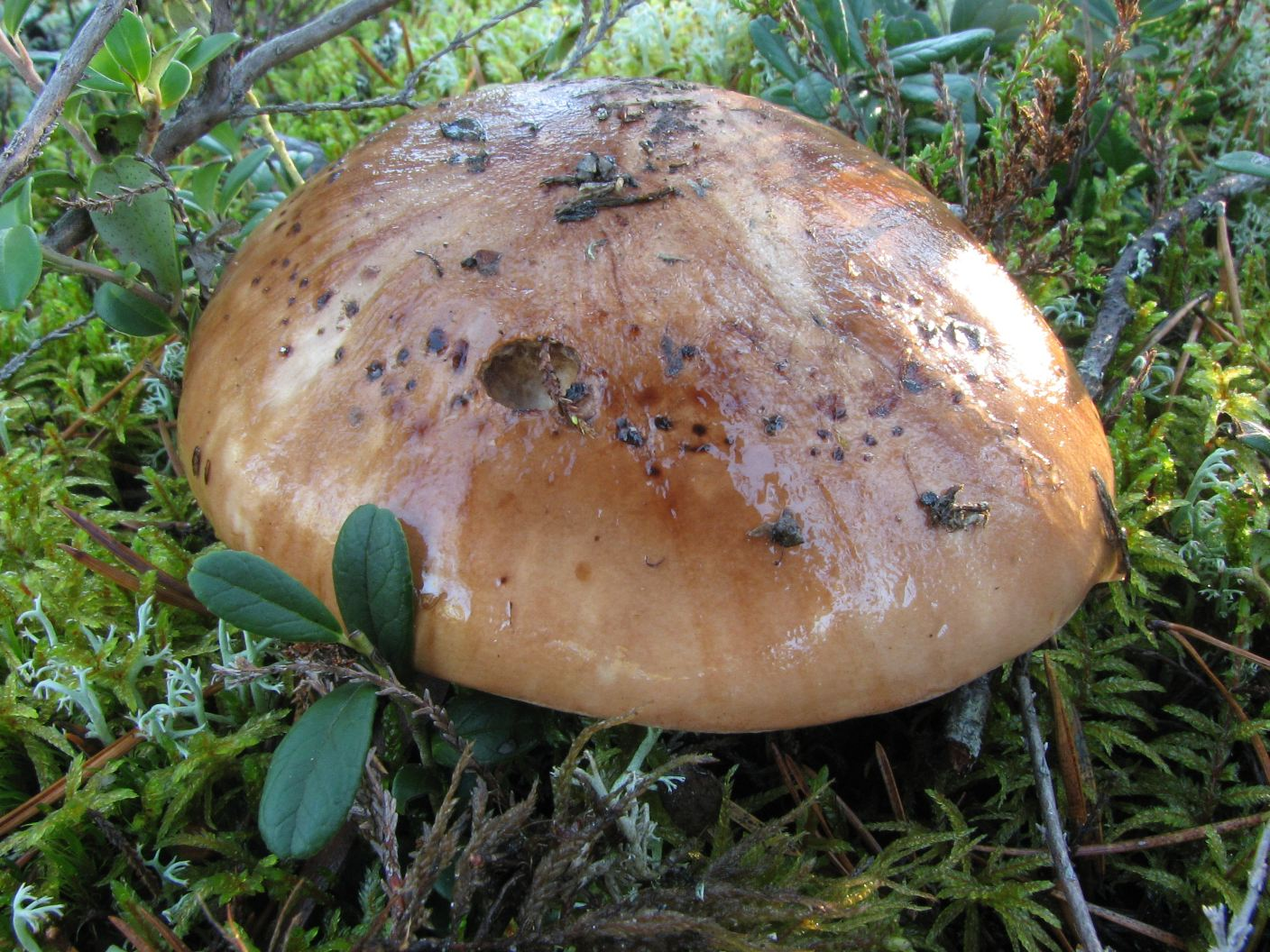
!!Tricholoma pessundatum!!
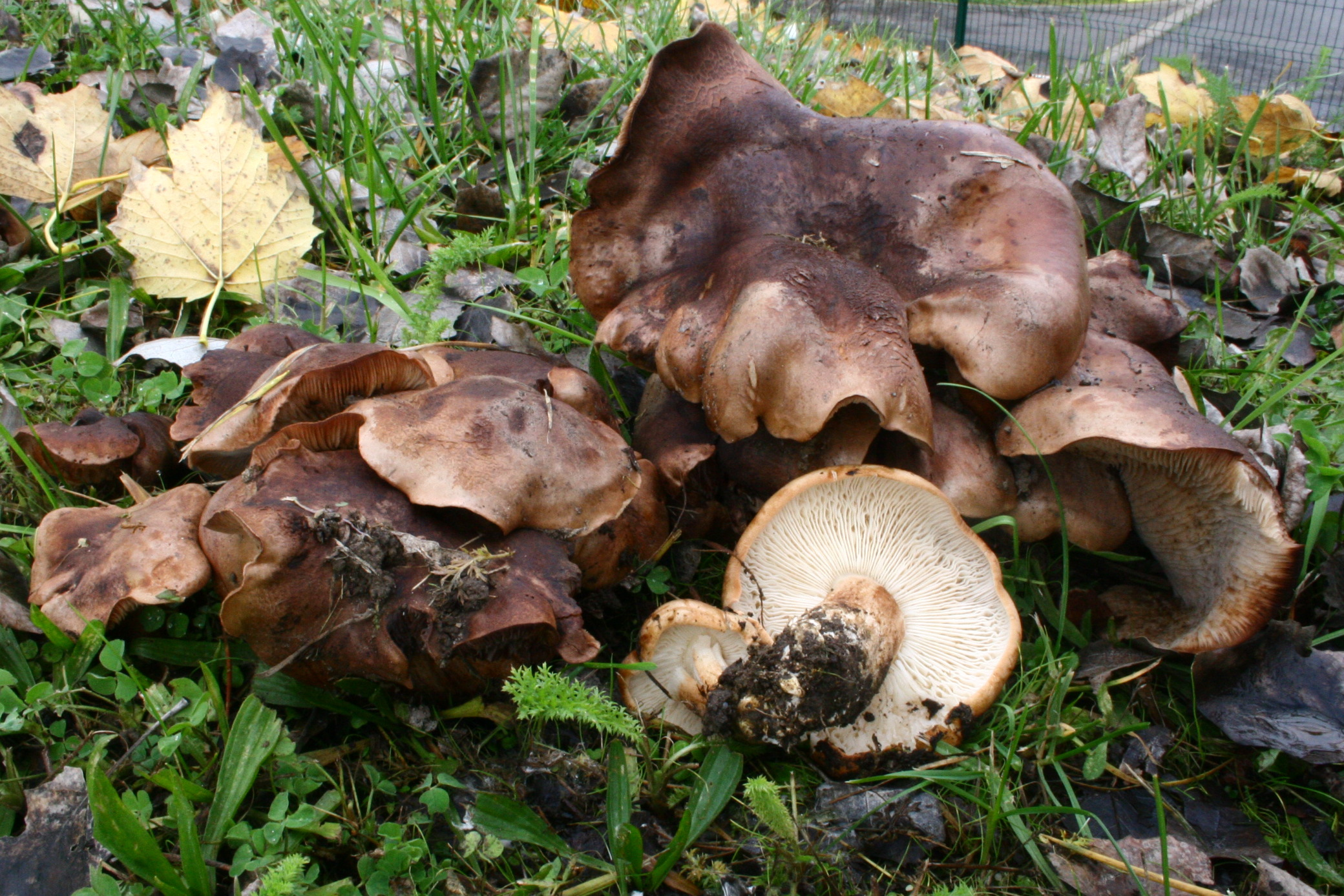
Tricholoma populinum
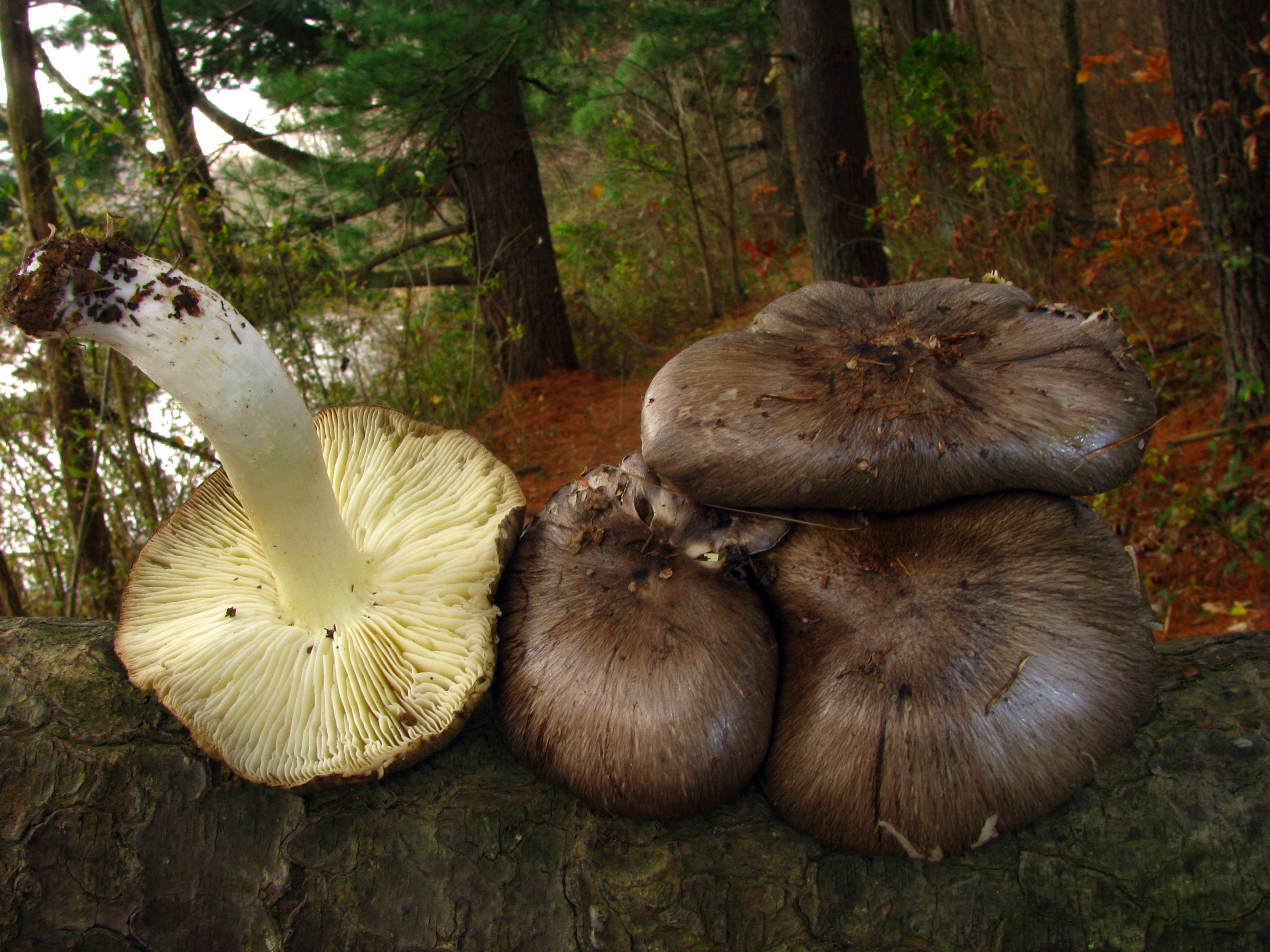
Tricholoma portentosum
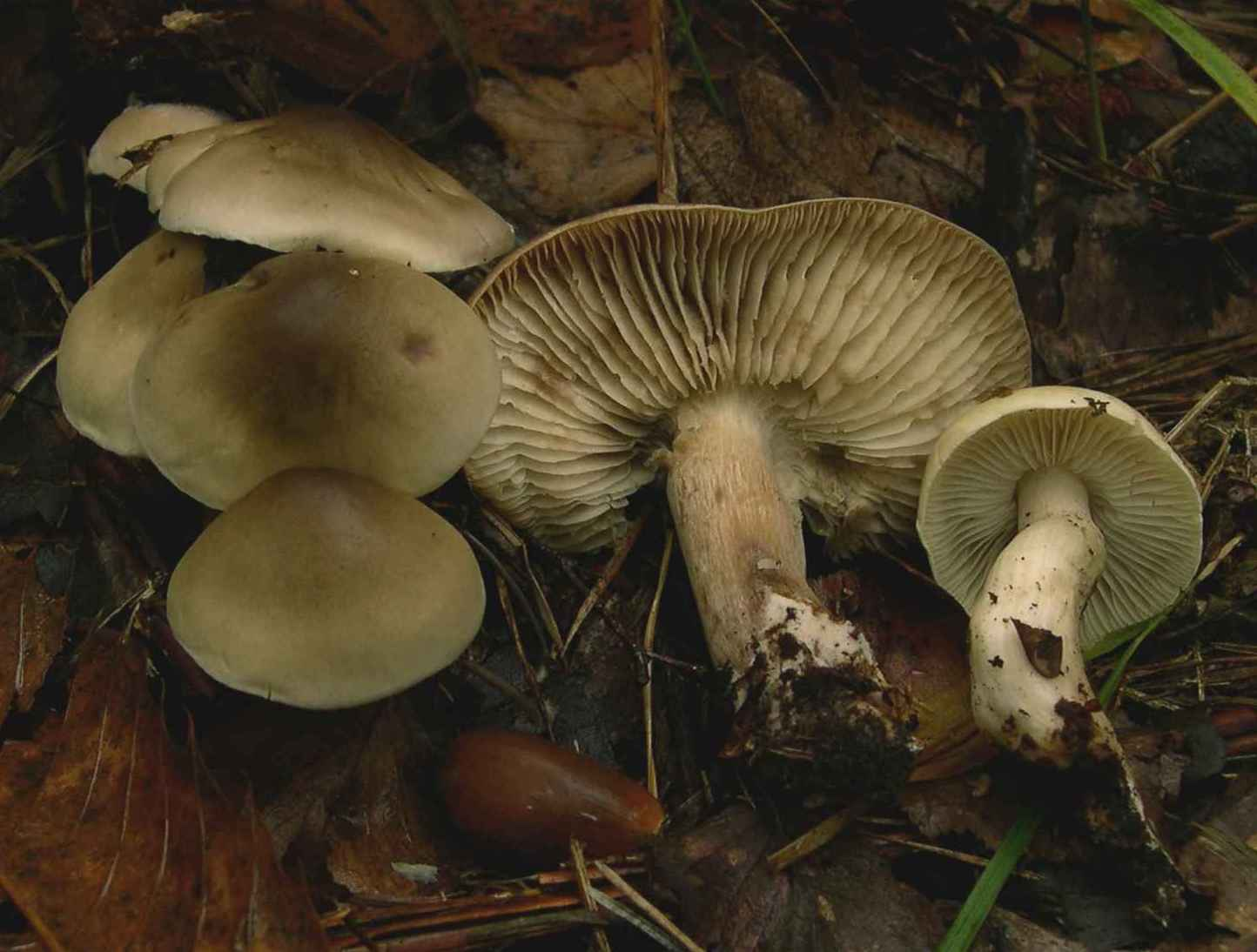
!Tricholoma saponaceum!
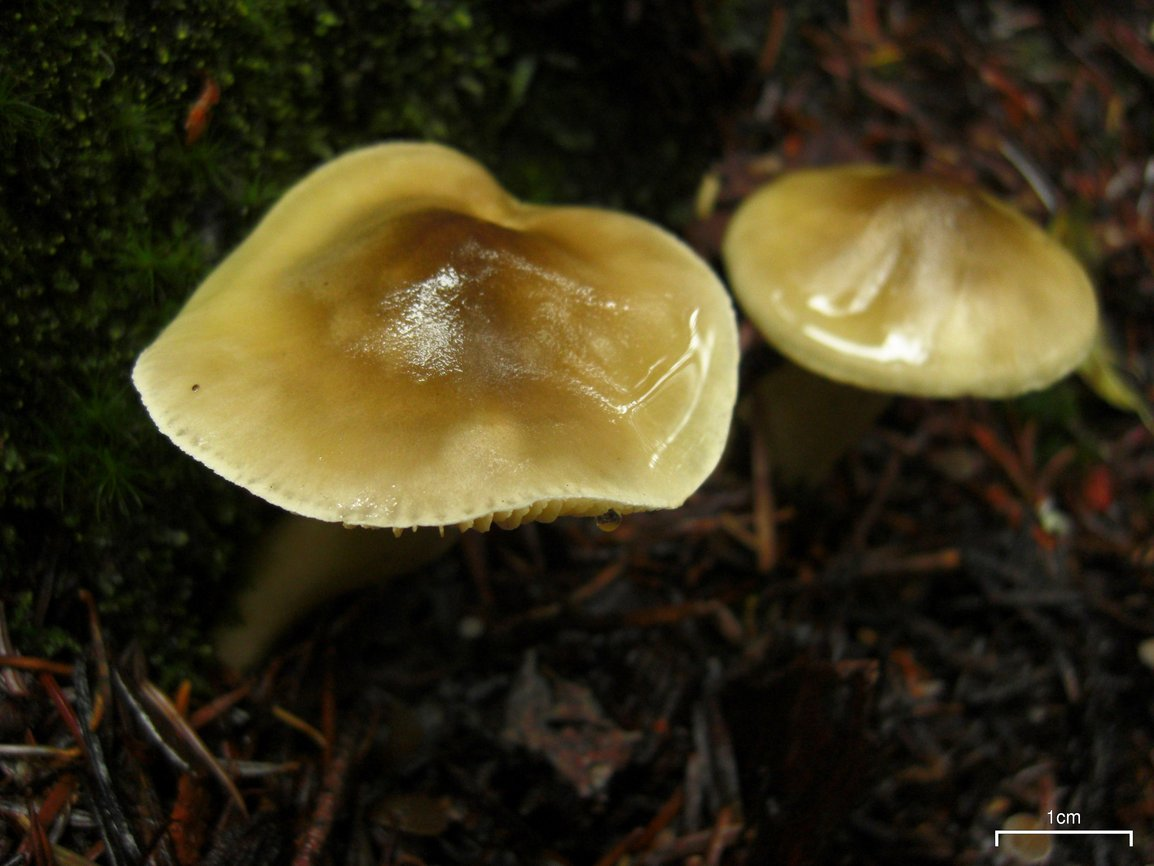
!Tricholoma sejunctum!
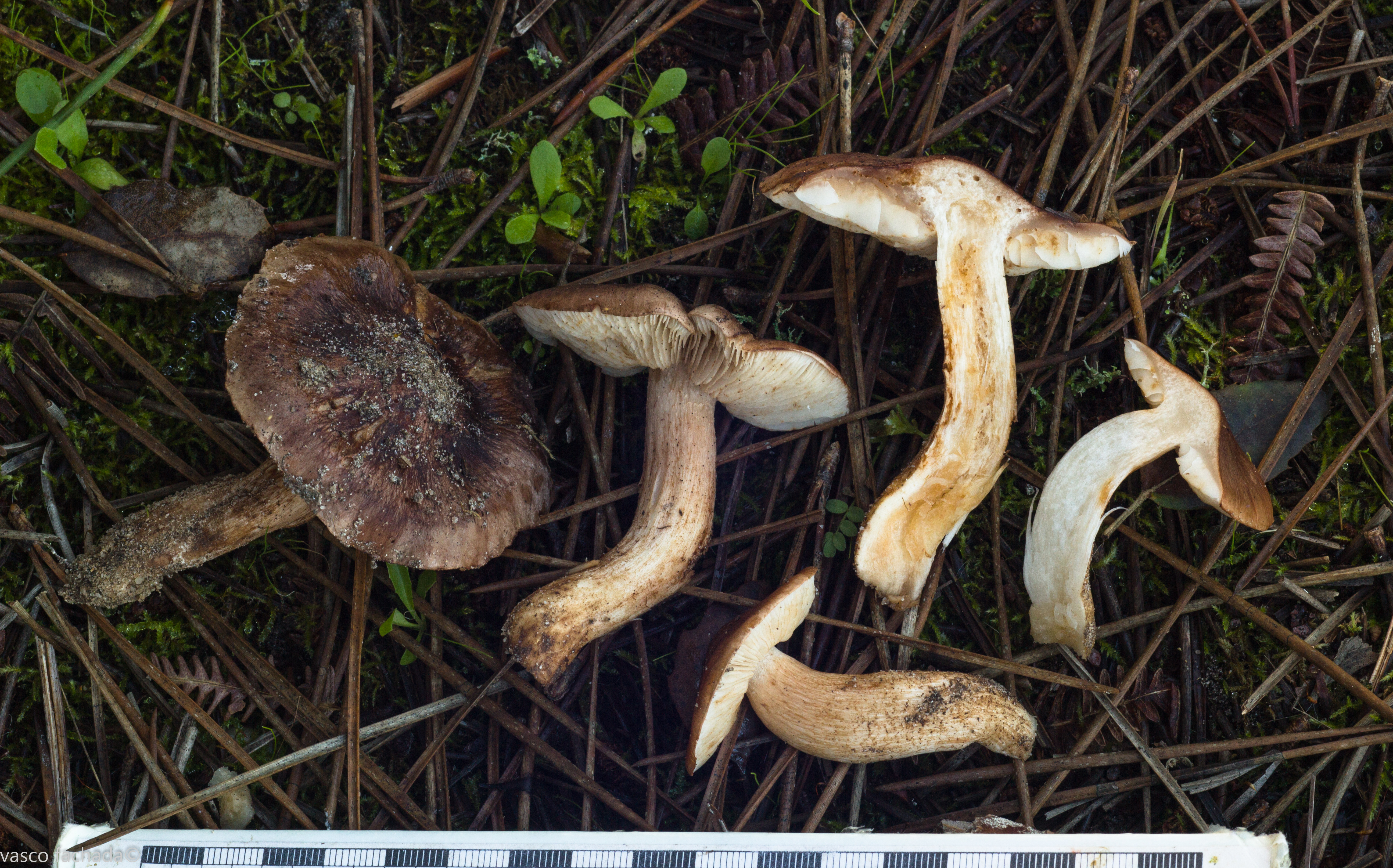
!Tricholoma stans!
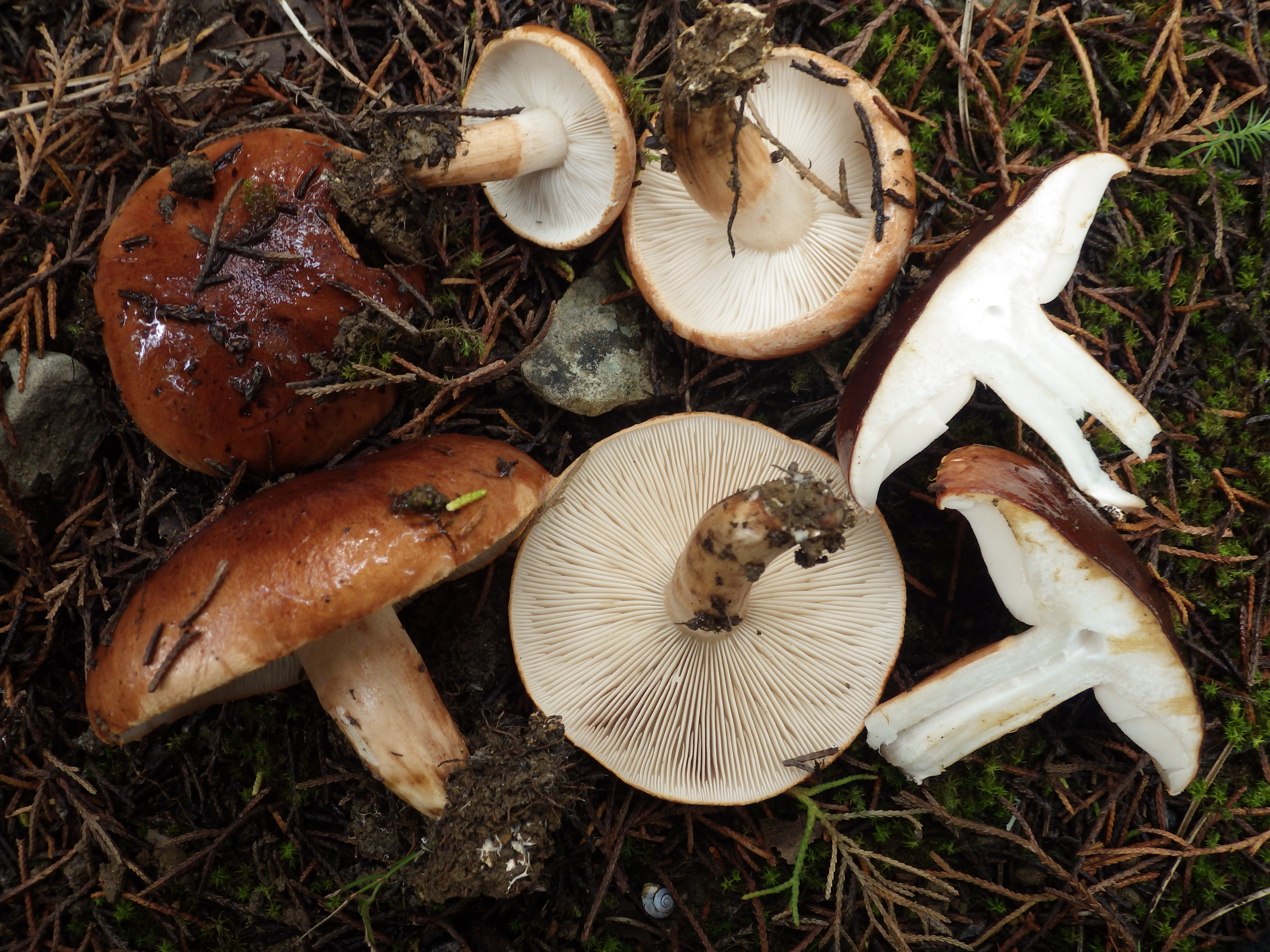
!Tricholoma ustaloides!
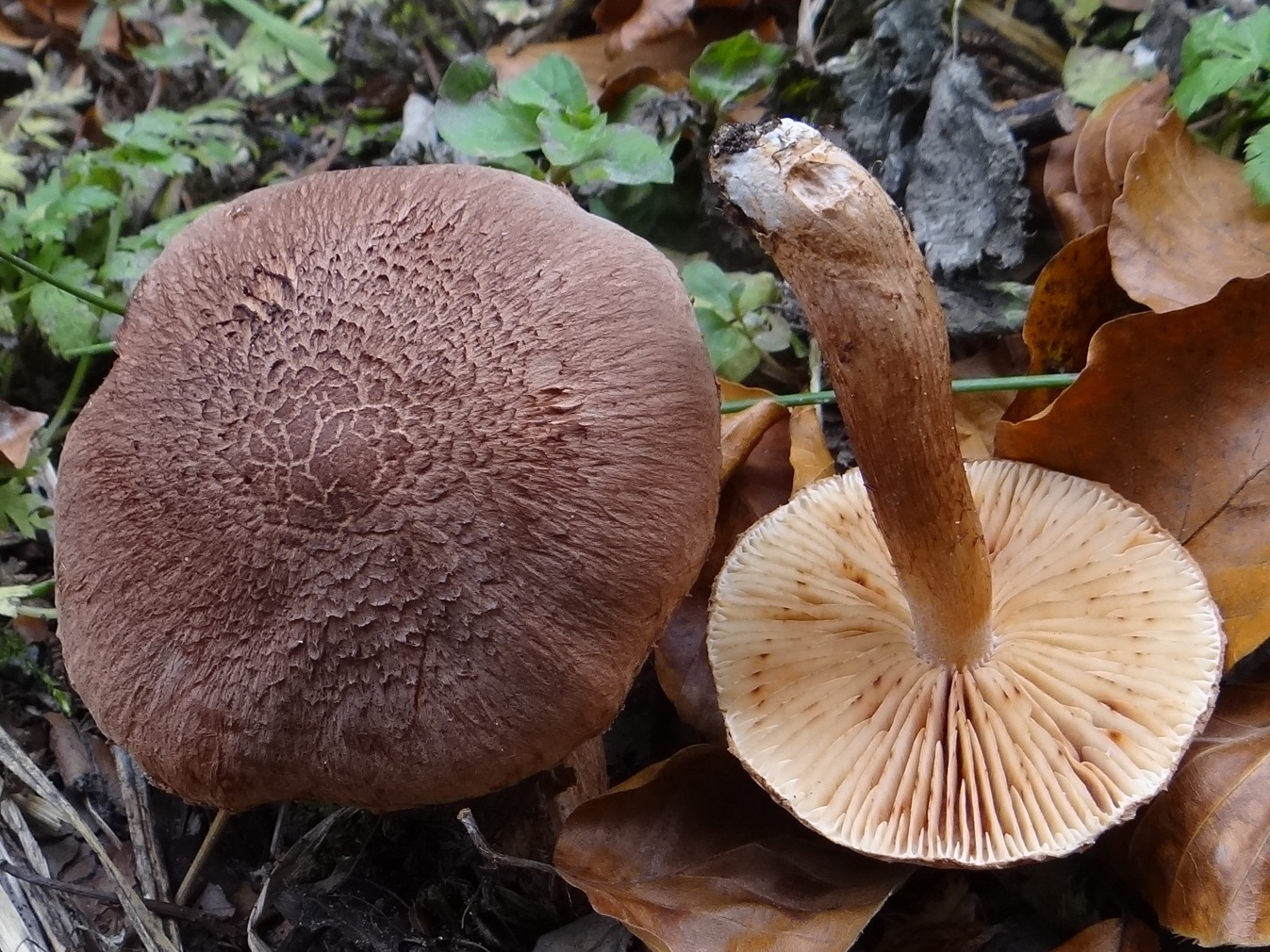
!Tricholoma vaccinum!

## Valorificare
Deși ceva amară, ciuperca este consumată din când în când, dar provoacă, ingerată în cantități mai mari, o intoxicație ușoară. Simptomele sunt predominant gastro-intestinale.